# Scott Garland
Scott Garland (Westbrook (Maine), 2 juli 1970), beter bekend als Scotty 2 Hotty, is een Amerikaans professioneel worstelaar die vooral bekend is van zijn tijd bij World Wrestling Federation/Entertainment.
Tijdens zijn periode bij WWE, vormde hij samen met Rikishi en Grandmaster Sexay als Too Cool. Tegenwoordig worstelt hij voor kleine worstelorganisaties.

## In het worstelen
- Finishers
  - Worm

- Signature moves
  - Belly to back suplex
  - Scoop slam
  - Shuffle side kick
  - Skin the cat
  - Tornado DDT
  - Two-handed bulldog

- Bijnamen
  - "Gigolo" Jeff Taylor
  - "Lightning" Scott Taylor
  - "Rocket" Scott Taylor
  - Scott "Too Hot" Taylor

## Prestaties
- Eastern Pro Wrestling
  - EPW Heavyweight Championship (1 keer)
  - EPW Tag Team Championship (1 keer)

- New England Wrestling Association
  - NEWA Heavyweight Championship (5 keer)
  - NEWA Tag Team Championship (2 keer met Steve Ramsey)

- World Wrestling Federation/Entertainment
  - WWE Tag Team Championship (1 keer: met Rikishi)
  - WWF Light Heavyweight Championship (1 keer)
  - WWF Tag Team Championship (1 keer: met Grandmaster Sexay)